# Scatopsciara nana
Scatopsciara nana är en tvåvingeart som först beskrevs av Johannes Winnertz 1871.  Scatopsciara nana ingår i släktet Scatopsciara och familjen sorgmyggor.
Artens utbredningsområde är Tyskland. Arten är reproducerande i Sverige. Inga underarter finns listade i Catalogue of Life.